# Petrochóri
Petrochóri (em grego: Πετροχώριον) é uma vila cretense da unidade regional de Retimno, no município de Amári, na unidade municipal de Curítes. Segundo censo de 2011, têm 137 habitantes. Situada a 360 metros acima do nível do mar no sopé do monte Sámitos, próxima a ela estão as vilas de Lambiótes e Vizári e a garganta e rio Platís Potamós. A igreja bizantina dedicada a Santa Apóstola (Agía Apóstoli) localiza-se em Petrochóri e nela estão contidos afrescos incomuns e inscrições de 1580 e 1594.